# Ustawa o agentach zagranicznych

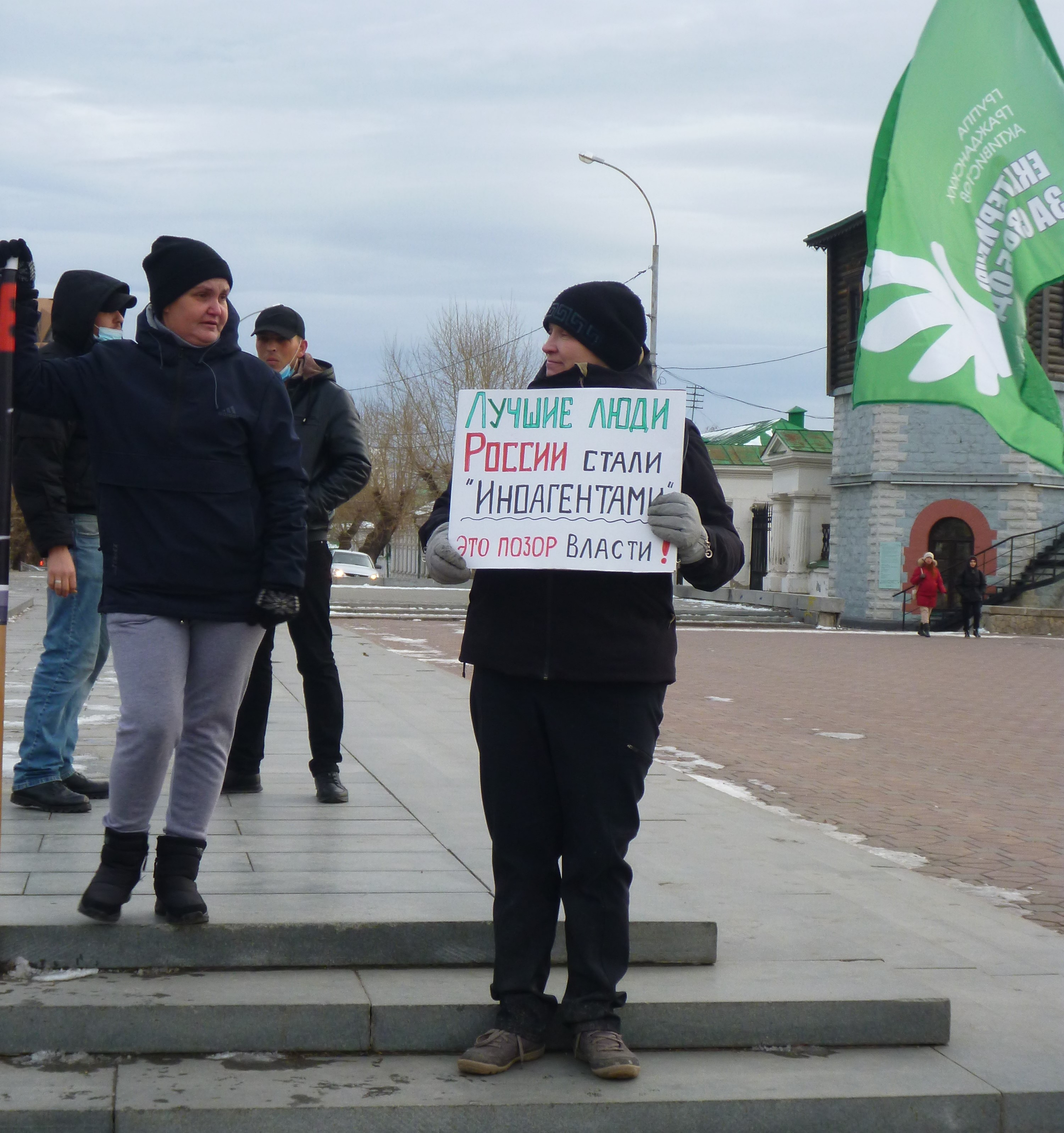
Demonstracja przeciwko ustawie o zagranicznych agentach w Rosji w 2021 r.

Ustawa o agentach zagranicznych w Federacji Rosyjskiej (także: Ustawa o obcych agentach w Federacji Rosyjskiej) – ustawa wymagająca, aby każdy, kto otrzymuje „wsparcie” spoza Rosji lub jest „pod wpływem” spoza Rosji, zarejestrował się jako „zagraniczny agent”. Zarejestrowane podmioty podlegają dodatkowym audytom i są zobowiązane do oznaczania wszystkich swoich publikacji 24-wyrazowym zastrzeżeniem, że są dystrybuowane przez „zagranicznego agenta”.
Ustawa była ostro krytykowana zarówno w Rosji, jak i na arenie międzynarodowej jako naruszająca prawa człowieka oraz jako narzędzie wykorzystywane do tłumienia społeczeństwa obywatelskiego i wolności prasy w Rosji, zwłaszcza grup sprzeciwiających się Władimirowi Putinowi. Wyrażenia „zagraniczny agent” czy „obcy agent” (ros. иностранный агент) w języku rosyjskim są pejoratywne, z powodu silnych skojarzeń ze szpiegostwem z czasów zimnej wojny.
Ustawa została wprowadzona w odpowiedzi na protesty przeciwko powrotowi Władimira Putina na urząd prezydenta w wyborach prezydenckich w 2012 roku i miała ograniczać niezależne organizacje pozarządowe. Ustawa była sukcesywnie rozszerzana i wzmacniana w kolejnych latach. Od 2014 r. do wpisania na listę agentów zagranicy nie jest potrzebne orzeczenie sądu, wystarczy sama decyzja resortu sprawiedliwości (od której przynajmniej do 2021 r. nie udało się nikomu odwołać). Początkowo prawo dotyczyło organizacji pozarządowych otrzymujących fundusze z zagranicy, które prowadziły „działalność polityczną”. Ustawa została rozszerzona do organizacji medialnych w 2017 r. W grudniu 2019 roku Putin podpisał rozszerzenie ustawodawstwa o osoby prywatne lub grupy otrzymujące dowolną kwotę finansowania zagranicznego, które publikowały „drukowane, audio, audiowizualne lub inne raporty i materiały”. We wrześniu 2021 roku prawo zostało rozszerzone o obywateli Rosji, którzy zgłaszają lub udostępniają informacje o przestępstwach, korupcji lub innych problemach związanych z wojskiem, służbami kosmicznymi i bezpieczeństwa lub ich pracownikami.
W 2015 r. uchwalono powiązaną ustawę o „niepożądanych” organizacjach, niekiedy nazywaną „ustawą o niechcianych gościach”, umożliwiającą zakazanie działalności organizacji uznanych za stanowiące zagrożenie dla podstaw ustroju konstytucyjnego lub obronności i bezpieczeństwa państwa.
Do agentów zagranicy w Rosji zaliczono m.in. organizacje takie jak Dożd´, Fundacja Walki z Korupcją, Meduza, Mediazona, Radio Wolna Europa, Stowarzyszenie Memoriał i Transparency International oraz krytyków władz rosyjskich takich jak dziennikarz Wiktor Szenderowicz, artystka związaną z grupą Pussy Riot, Nadieżda Tołokonnikowa i rzeczniczka prasowa Fundacji Walki z Korupcją, Kira Jarmysz.

## Inne kraje
Wzorowana na rozwiązaniach rosyjskich ustawa obowiązywała krótko na Ukrainie, gdy w styczniu 2014 prezydent Wiktor Janukowycz usiłował zwalczać społeczne protesty (Euromajdan), a wspierający go parlament przyjął tzw. ustawy dyktatorskie.
Z kolei w 2017 na Węgrzech przyjęto ustawę pod nazwą Prawo w sprawie przejrzystości organizacji wspieranych z zagranicy. Na mocy jej przepisów organizacje otrzymujące z zagranicy powyżej 7 200 000 forintów otrzymują status organizacji wspieranej z zagranicy i zobowiązane są zgłoszenia się do specjalnego rejestru i oznaczania wszystkich produkowanych materiałów informacją o wsparciu z zagranicy - pod groźbą grzywny, a w dalszej kolejności likwidacji. W 2020 Trybunał Sprawiedliwości UE uznał te przepisy za niezgodne z unijnym prawem.
W 2023 wprowadzenie przepisów w tym obszarze zapowiedziały władze Gruzji. Opozycja oskarżyła wówczas rządzących o inspirowanie się działaniami Władimira Putina, a na ulicach wybuchły antyrządowe protesty. W rezultacie parlament odrzucił proponowane przez rząd przepisy, przy czym przewodniczący rządzącej partii Gruzińskie Marzenie Irakli Kobachidze przekonywał, że proponowane przepisy były wzorowane nie na przepisach rosyjskich, ale amerykańskich (ustawa o rejestracji agentów zagranicznych, tzw. FARA z 1938). Ponowna próba przyjęcia nowej ustawy miała miejsce na początku maja 2024 roku i również wywołała protesty społeczne.